# Oued El Abtal (distrito)
Oued El Abtal é um distrito localizado na província de Mascara, Argélia, e cuja capital é a cidade de mesmo nome. A população total do distrito era de 31 284 habitantes, em 2008.[carece de fontes?]

## Comunas
O distrito é composto por três comunas:
- Oued El Abtal
- Aïn Ferah
- Sidi Abdeldjebar